# Desa Dersono
Desa Dersono är en administrativ by i Indonesien.   Den ligger i provinsen Jawa Timur, i den västra delen av landet, 500 km öster om huvudstaden Jakarta. Desa Dersono ligger vid sjön Tlogo Melian.